# 노수희
노수희(盧秀熙, 1944년 ~ )는 대한민국의 사회 운동가이다.

## 생애
전라북도 군산시 출신이다. 익산시 남성고등학교를 졸업하고 중앙대학교 건축공학과에 입학했지만 1968년에 중퇴했다. 1980년대 초반부터 서울특별시 종로구 세운상가에서 노점상으로 활동했으며 1988년에는 전국노점상연합회 수석부회장, 1989년에는 전국노점상연합회 회장 권한대행을 역임했다.
1990년 전국빈민연합 부의장, 1992년 전국빈민협의회 공동대표, 1993년 민주주의민족통일전국연합(전국연합) 서울연합 공동의장, 1994년 조국통일범민족연합(범민련) 남측본부 서울시 부의장, 1998년 전국연합 공동의장, 전국연합 상임의장 직무대행을 역임했으며 1995년부터 1998년까지 범민련 남측본부 부의장, 1995년부터 2002년까지 전국노점상연합 고문을 역임했다. 1999년에는 전국연합 8기 대의원 대회 준비위원장, 전국연합 공동의장, 민족화해자주통일협의회 공동대표를 역임했고 2000년부터 2002년까지 전국연합 공동의장을 역임했다.
2001년에는 6·15 남북 공동선언 실현을 위한 통일연대(통일연대) 공동대표, 2003년에는 전국연합 공동의장, 전국노점상연합 고문, 통일연대 지도위원을 역임했다. 2005년에는 범민련 서울연합 의장, 남측본부 부의장을 역임했다. 대한민국 공안 당국의 조사에 따르면 노수희는 과거 《집회 및 시위에 관한 법률》 위반, 특수공무집행방해죄 등의 혐의를 받은 전과(前科) 19범이라고 한다.
2012년 3월 24일에는 김정일 국방위원장 사망 100일을 맞아 대한민국 정부의 승인 없이 중화인민공화국 베이징 주재 조선민주주의인민공화국 대사관을 통해 항공편을 이용하여 조선민주주의인민공화국을 방문했다. 2012년 3월 26일에는 평양에 위치한 김일성 주석의 생가인 만경대를 방문했다. 노수희는 만경대 방명록에 "국상(國喪) 중에도 반인륜적 만행을 자행한 이명박 정권 대신 조국(조선민주주의인민공화국) 인민에 사과를, 만경대에 정중히 사죄드립니다."라고 기재했고 평양 개선문을 방문한 자리에서는 김일성을 찬양하는 노래인 《김일성 장군의 노래》를 부르기도 했다.
조선민주주의인민공화국에 체류하는 동안 금수산태양궁전 참배, 애국렬사릉 참배(2012년 3월 27일), 백두산 밀영 방문(2012년 3월 28일)을 통해 조선민주주의인민공화국의 정치 체제를 선전했으며 조선민주주의인민공화국의 공작원들과 여러 차례 접촉했다. 그 외에 2012년 4월 25일에 열린 범민련 남측본부·북측본부·해외본부 공동보도문 발표 행사, 2012년 6월 15일에 열린 6·15 남북 공동선언 발표 12돐(12주년) 기념 행사에 참석했다.
2012년 7월 5일 104일 동안에 걸친 조선민주주의인민공화국 체류 생활을 끝내고 판문점을 통해 대한민국으로 귀환하자마자 국가보안법 위반 혐의로 검찰 당국에 체포되었다. 노수희의 밀입북을 기획했던 원진욱 범민련 남측본부 사무처장도 국가보안법 위반 혐의로 검찰 당국에 구속되었다.
검찰 당국은 노수희, 원진욱이 2009년 2월부터 2012년 2월까지 대한민국 대법원으로부터 이적단체로 규정된 범민련 남측본부에서 중앙위원 총회 등 각종 모임을 개최한 혐의, 조선민주주의인민공화국에서 제작한 서적 《삼천리 강산》, 《민족대단결》 등 260여 종에 달하는 이적 표현물을 제작·반포·소지한 혐의, 일본에서 활동하던 조선민주주의인민공화국의 공작원과 3차례에 걸쳐 통신·연락(회합·통신)한 혐의를 판시했다.
2013년 2월 8일 서울중앙지방법원 형사30부는 노수희에게 징역 4년, 자격정지 4년을 선고했으며 원진욱에게 징역 3년, 자격정지 3년을 선고했다. 2013년 5월 24일 서울고등법원 형사6부는 노수희에게 징역 4년, 자격정지 4년을 선고했지만 원진욱에게는 원심을 깨고 징역 3년, 자격정지 3년, 집행유예 4년을 선고했다.

## 같이 보기
- 남북통일